# 弗朗索瓦·基佐
弗朗索瓦·皮埃尔·纪尧姆·基佐（法語：François Pierre Guillaume Guizot，發音：[fʁɑ̃swa pjɛʁ ɡijom ɡizo]；1787年10月4日—1874年9月12日），是法國政治家和历史学家，他在1847年—1848年間任法國首相，是法國第十七位的首相。

## 生平
他是一名保守派的人，在任期間，他未能留心民間的疾苦，對內主張實行自由放任政策；對外則主張成立法比關稅同盟，以對抗當時的德意志關稅同盟，但這些措施均令到國內和國外的不滿。
1848年的二月革命，路易·菲利普的七月王朝被推翻，基佐也因而下台。

## 著作
- 《英国革命史》(Histoire de la révolution d'Angleterre depuis l'avènement de Charles Ier jusqu'à sa mort,1846.)
- 《欧洲文明史》(Histoire générale de la civilisation en Europe, 1828.)
- 《法国文明史》(Histoire de la civilisation en France, 1830, 4 vol)

## 作品中譯
- 《英國革命史》，伍光建譯(依威廉·赫茲利特英譯本)，1941年，北京商務印書館出版，1985年8月。